# Stará Kremnička
Stará Kremnička és un poble i municipi d'Eslovàquia. Es troba a la regió de Banská Bystrica.

## Història
La primera menció escrita de la vila es remunta al 1442.

## Demografia
| Godina             | 1994 | 2004    | 2014   | 2024   |
| ------------------ | ---- | ------- | ------ | ------ |
| Nombre de persones | 943  | 1079    | 1097   | 1100   |
| Diferència         |      | +14,42% | +1,66% | +0,27% |

| Godina             | 2023 | 2024   |
| ------------------ | ---- | ------ |
| Nombre de persones | 1118 | 1100   |
| Diferència         |      | −1,61% |